# Munții în flăcări
Munții în flăcări este un film românesc din 1980 regizat de Mircea Moldovan despre despre Revoluția Română din 1848. Rolurile principale au fost interpretate de actorii Vlad Rădescu, Silviu Stănculescu și Cornel Coman.

## Distribuție
Distribuția filmului este alcătuită din:
- Vlad Rădescu — avocatul Avram Iancu, revoluționar pașoptist, prefectul Legiunii Auraria Gemina
- Silviu Stănculescu — episcopul ortodox Andrei Șaguna, revoluționar pașoptist
- Cornel Coman — profesorul Simion Bărnuțiu, revoluționar pașoptist
- Alexandru Drăgan — diplomatul Ioan Dragoș, revoluționar pașoptist, deputat român în Parlamentul de la Budapesta
- Mircea Moldovan — avocatul Ioan Buteanu, revoluționar pașoptist, prefect al Zarandului
- Andrei Ralea — istoricul George Barițiu, revoluționar pașoptist
- Nicolae Manolache
- Mircea Cosma — profesorul Axente Sever, revoluționar pașoptist
- George Oancea — Moldovan, revoluționar pașoptist
- Paul Lavric — Boeriu, revoluționar pașoptist
- Stelian Stancu — Aiudeanu, revoluționar pașoptist
- Cornel Ciupercescu — istoricul muntean Nicolae Bălcescu, lider revoluționar pașoptist
- Ștefan Velniciuc — maiorul maghiar Imre Hatvani, comandant interimar al trupelor maghiare în timpul Revoluției de la 1848 din Transilvania
- Melania Ursu — învățătoarea Pelaghia Roșu, revoluționară pașoptistă, centurion în oastea condusă de Avram Iancu
- Andrei Bursaci — preot român, revoluționar pașoptist
- Niculae Urs — inginerul muntean Alexandru C. Golescu („Albu”), revoluționar pașoptist (menționat Nicolae Urs)
- Teo Cojocaru — împăratul austriac Franz Joseph
- Petre Gheorghiu-Dolj — preotul Simion Balint, revoluționar pașoptist, prefectul Legiunii Arieșului
- Virgil Flonda — revoluționar pașoptist
- Marin Cluceru
- Florin Zamfirescu — poetul muntean Cezar Bolliac, revoluționar pașoptist
- Ștefan Hagimă
- Dan Turbatu
- Gelu Ivașcu
- Ion Colan
- Ion Cocieru
- Wilhelmina Câta
- Vera Varzopov
- Ion Rițiu
- Alexandru Bălan
- Constantin Păun
- Ilie Vlaicu
- Paul Fister
- Mihai Gingulescu
- Miron Murea
- Boris Olinescu
- Adrian Mazarache — László Csány, comisarul guvernamental maghiar al Transilvaniei
- Radu Basarab
- Nicolae Călugăriță
- Nucu Niculescu
- Hans Pomarius
- Alexandru Perghe
- András Török⁠(hu)[traduceți] (menționat Andrei Török)
- Mircea Chirvăsuță
- Octavian Teucă
- Nae Floca-Acileni
- Livia Baba — mama lui Avram Iancu
- Gheorghe Dițu
- Mircea Hindoreanu
- Gheorghe Cozorici — naratorul (nemenționat)
- Vladimir Găitan — poetul moldovean Alecu Russo, revoluționar pașoptist (nemenționat)
- Vasile Nițulescu — țăranul bătrân din Albac, care a fost stegar în oastea lui Horea (nemenționat)
- Lucian Iancu — juristul Eftimie Murgu, revoluționar pașoptist, deputat român în Parlamentul de la Budapesta (nemenționat)
- Andrei Codarcea — țăranul Simion, care a jefuit și ucis doi oameni (nemenționat)
- Ion Pascu — țăran cu barbă albă (nemenționat)

## Primire
Filmul a fost vizionat de 1.630.578 de spectatori în cinematografele din România, după cum atestă o situație a numărului de spectatori înregistrat de filmele românești de la data premierei și până la data de 31 decembrie 2014 alcătuită de Centrul Național al Cinematografiei.